# Пушкин овраг
Пушкин овраг (Котляковка, Корнеевский овраг, Карнаров овраг)— река, протекающая на юге Москвы, левый приток реки Городни. Длина составляет примерно 4 км, большая часть в подземном коллекторе. Площадь бассейна — 6 км². Протекает вдоль Днепропетровской улицы и Днепропетровского проезда, пересекает Павелецкое направление Московской железной дороги, Котляковское кладбище и улицу Бехтерева, после пересечения последней впадает в Городню. Близ с устья образует каскад из двух прудов. По левую сторону расположены Беляевский овраг, городище и сохранившиеся части Аршиновского парка (в 1987 году был признан памятником природы).
Гидроним Котляковка происходит от топонима бывшей деревни Котляково. Другие гидронимы реки, вероятно, антропонимического происхождения, произошли от фамилий исторических личностей (Корнеев, Пушкин); источник названия Карнаров овраг неясен, есть вероятность, что это искажение. В ряде источников реке по неясным причинам приписывается название Городнянка. Это название фигурировало на одной из старых топографических карт для нижнего течения реки Городни.
Также Карнаровым оврагом может называться верхнее течение Пушкина оврага до впадения Беляевского оврага.